# Коміркове судно
Коміркове судно (англ. Cellular vessel) — контейнеровоз, спеціально розроблений для ефективного зберігання вантажних контейнерів один на одному з вертикальними кріпленнями в чотирьох кутах. Більшість суден, які експлуатуються морськими перевізниками, є повністю комірковими.
До 1991 року більшість контейнеровозів будувалися з люковими кришками. Через довший час завантаження та розвантаження цих типів суден був винайдений стільниковий тип. Оскільки завантаження та розвантаження відбувається лише вертикально, а контейнери мають стандартизовані розміри (TEU), велика кількість вантажу може бути швидко завантажена за допомогою портальних кранів.
Переваги:
- Обробка вантажу ефективніша, що призводить до скорочення часу перебування в порту
- Напрямні рейки утримують контейнери на місці замість трудомістких кріплень
- Немає потреби в кришках люків, що зменшує технічне обслуговування, вагу та транспортування
- Є високий надводний борт, що забезпечує більш міцну конструкцію
- Контейнери, прив’язані до стільникових суден, менш вразливі до втручання екіпажу, ніж контейнери на вантажних суднах змішаного використання, що робить їх менш ризикованими з точки зору безпеки порту[1].

Недоліки:
- Високий надводний борт призводить до більшої реєстрової місткості
- Ціна корабля висока через кількість використаної сталі та складний процес проектування
- Відсутність люкових кришок означає, що дощова вода і морська вода, що бореться, можуть вільно проникати в вантажний відсік. Тому до відкритих вантажних трюмів пред’являються більш високі вимоги до трюмних систем